# Награды и номинации Родни Кроуэлла
Американский певец и автор песен Родни Кроуэлл имеет шесть наград «Грэмми», шесть Americana Music Honors & Awards, две ACM Awards, одну IBMA Awards, 21 ASCAP Country Awards, три BMI Country Awards, две Cash Box Awards и ряд других музыкальных премий и почестей, а также шесть раз номинировался на премию CMA Awards. Помимо этого, артист посвящён в Nashville Singwriters Hall of Fame и Texas Songwriters Hall of Fame.

## Перечень

### Премия «Грэмми»
Награды Национальной академии искусства и науки звукозаписи. Кроуэлл в общей сложности номинирован 18 раз, из которых победил дважды.
| Год  | Категория                                               | Номинант                                                                  | Итог      | Прим. |
| ---- | ------------------------------------------------------- | ------------------------------------------------------------------------- | --------- | ----- |
| 1986 | «Лучшая кантри-песня»                                   | «I Don’t Know Why You Don’t Want Me» (сингл)                              | Номинация | [ 1 ] |
| 1989 | «Лучшая кантри-песня»                                   | «I Couldn’t Leave You If I Tried» (сингл)                                 | Номинация | [ 1 ] |
| 1989 | «Лучшее мужское вокальное кантри-исполнение»            | Diamonds & Dirt                                                           | Номинация | [ 1 ] |
| 1989 | «Лучшее совместное кантри-исполнение с вокалом»         | «It’s Such a Small World» (сингл)                                         | Номинация | [ 1 ] |
| 1990 | «Лучшая кантри-песня»                                   | «After All This Time»                                                     | Победа    | [ 1 ] |
| 1990 | «Лучшее мужское вокальное кантри-исполнение»            | «After All This Time» (сингл)                                             | Номинация | [ 1 ] |
| 2005 | «Лучшая кантри-песня»                                   | «It’s Hard to Kiss the Lips at Night That Chew Your Ass Out All Day Long» | Номинация | [ 1 ] |
| 2005 | «Лучшее кантри-исполнение дуэтом или группой с вокалом» | «It’s Hard to Kiss the Lips at Night That Chew Your Ass Out All Day Long» | Номинация | [ 1 ] |
| 2006 | «Лучший альбом современного фолка»                      | The Outsider                                                              | Номинация | [ 1 ] |
| 2006 | «Лучшее совместное кантри-исполнение с вокалом»         | «Shelter From the Storm» (с Эммилу Харрис)                                | Номинация | [ 1 ] |
| 2008 | «Альбом года»                                           | These Days (альбом Винса Гилла; Кроуэлл — один из гостей)                 | Номинация | [ 1 ] |
| 2009 | «Лучший альбом современного фолка/американы»            | Sex & Gasoline                                                            | Номинация | [ 1 ] |
| 2014 | «Лучший американа-альбом»                               | Old Yellow Moon (с Эммилу Харрис)                                         | Победа    | [ 1 ] |
| 2016 | «Лучший американа-альбом»                               | The Traveling Kind (с Эммилу Харрис)                                      | Номинация | [ 1 ] |
| 2016 | «Лучшая american roots-песня»                           | «The Traveling Kind» (с Эммилу Харрис)                                    | Номинация | [ 1 ] |
| 2018 | «Лучшая american roots-песня»                           | «It Ain’t Over Yet»                                                       | Номинация | [ 1 ] |
| 2023 | «Лучшая кантри-песня»                                   | «I’ll Love You Till the Day I Die»                                        | Номинация | [ 1 ] |
| 2024 | «Лучший американа-альбом»                               | The Chicago Sessions                                                      | Номинация | [ 1 ] |

### CMA Awards
Награды Ассоциации музыки кантри. Кроуэлл номинирован восемь раз.
| Год  | Категория                           | Номинант                                                              | Итог      | Прим. |
| ---- | ----------------------------------- | --------------------------------------------------------------------- | --------- | ----- |
| 1988 | «Альбом года»                       | Diamonds & Dirt                                                       | Номинация | [ 2 ] |
| 1988 | «Вокальное событие года»            | Родни Кроуэлл и Розанна Кэш                                           | Номинация | [ 2 ] |
| 1989 | «Вокалист года» (мужская категория) | Родни Кроуэлл                                                         | Номинация | [ 2 ] |
| 1989 | «Музыкальное видео года»            | «After All This Time»                                                 | Номинация | [ 2 ] |
| 1989 | «Сингл года»                        | «After All This Time»                                                 | Номинация | [ 2 ] |
| 1989 | «Песня года»                        | «After All This Time»                                                 | Номинация | [ 2 ] |
| 1990 | «Вокалист года» (мужская категория) | Родни Кроуэлл                                                         | Номинация | [ 2 ] |
| 1999 | «Песня года»                        | «Please Remember Me» (в соавт. с Уиллом Дженнингсом; исп. Тим Макгро) | Номинация | [ 2 ] |

### ACM Awards
Награды Академии музыки кантри. Кроуэлл в общей сложности номинирован 10 раз, из которых победил дважды.
| Год  | Категория                                   | Номинант                                                              | Итог      | Прим. |
| ---- | ------------------------------------------- | --------------------------------------------------------------------- | --------- | ----- |
| 1981 | «Сингл года»                                | «Seven Year Ache» (сингл Розанны Кэш; Кроуэлл — продюсер)             | Номинация | [ 3 ] |
| 1981 | «Альбом года»                               | Seven Year Ache (альбом Розанны Кэш; Кроуэлл — продюсер)              | Номинация | [ 3 ] |
| 1988 | «Лучший новый вокалист» (мужская категория) | Родни Кроуэлл                                                         | Победа    | [ 3 ] |
| 1988 | «Лучший вокальный дуэт»                     | Родни Кроуэлл и Розанна Кэш                                           | Номинация | [ 3 ] |
| 1989 | «Альбом года»                               | Diamonds & Dirt                                                       | Номинация | [ 3 ] |
| 1989 | «Песня года»                                | «After All This Time»                                                 | Номинация | [ 3 ] |
| 1989 | «Лучший вокалист» (мужская категория)       | Родни Кроуэлл                                                         | Номинация | [ 3 ] |
| 1999 | «Песня года»                                | «Please Remember Me» (в соавт. с Уиллом Дженнингсом; исп. Тим Макгро) | Номинация | [ 3 ] |
| 1999 | «Сингл года»                                | «Please Remember Me» (в соавт. с Уиллом Дженнингсом; исп. Тим Макгро) | Номинация | [ 3 ] |
| 2018 | Poet’s Award                                | Родни Кроуэлл                                                         | Победа    | [ 3 ] |

### Americana Music Honors & Awards
Награды Ассоциации музыки американа. Кроуэлл общей сложности номинирован 12 раз, из которых победил шесть.
| Год  | Категория                                   | Номинант                          | Итог      | Прим. |
| ---- | ------------------------------------------- | --------------------------------- | --------- | ----- |
| 2004 | «Песня года»                                | «Fate’s Right Hand»               | Победа    | [ 4 ] |
| 2004 | «Альбом года»                               | Fate’s Right Hand                 | Номинация | [ 4 ] |
| 2006 | «Песня года»                                | «Don’t Get Me Started»            | Номинация | [ 4 ] |
| 2006 | «Альбом года»                               | The Outsider                      | Номинация | [ 4 ] |
| 2006 | «За жизненные достижения в сочинении песен» | Родни Кроуэлл                     | Победа    | [ 4 ] |
| 2009 | «Песня года»                                | «Sex & Gasoline»                  | Номинация | [ 4 ] |
| 2013 | «Альбом года»                               | Old Yellow Moon (с Эммилу Харрис) | Победа    | [ 4 ] |
| 2013 | «Дуэт/группа года»                          | Родни Кроуэлл и Эммилу Харрис     | Победа    | [ 4 ] |
| 2014 | «Артист года»                               | Родни Кроуэлл                     | Номинация | [ 4 ] |
| 2016 | «Дуэт/группа года»                          | Родни Кроуэлл и Эммилу Харрис     | Победа    | [ 4 ] |
| 2017 | «Песня года»                                | «It Ain’t Over Yet»               | Победа    | [ 4 ] |
| 2017 | «Альбом года»                               | Close Ties                        | Номинация | [ 4 ] |

### ASCAP Country Awards
Награды Американскоого общества композиторов, авторов и издателей авторам и издателям наиболее ротируемых кантри-песен года. Кроуэлл имеет 21 награду.
| Год  | Категория                            | Номинант                                                                  | Итог   | Прим.  |
| ---- | ------------------------------------ | ------------------------------------------------------------------------- | ------ | ------ |
| 1980 | «Самые ротируемые кантри-песни года» | «Even Cowgirls Get the Blues»                                             | Победа | [ 5 ]  |
| 1980 | «Самые ротируемые кантри-песни года» | «I Ain’t Living Long Like This»                                           | Победа | [ 5 ]  |
| 1980 | «Самые ротируемые кантри-песни года» | «Leaving Louisiana in the Broad Daylight» (в соавт. с Донаваном Ковартом) | Победа | [ 5 ]  |
| 1980 | «Самые ротируемые кантри-песни года» | «No Memories Hangin' Round»                                               | Победа | [ 5 ]  |
| 1981 | «Самые ротируемые кантри-песни года» | «I Ain’t Living Long Like This»                                           | Победа | [ 6 ]  |
| 1981 | «Самые ротируемые кантри-песни года» | «Leaving Louisiana in the Broad Daylight» (в соавт. с Донаваном Ковартом) | Победа | [ 6 ]  |
| 1983 | «Самые ротируемые кантри-песни года» | «Ain’t No Mone»                                                           | Победа | [ 7 ]  |
| 1984 | «Самые ротируемые кантри-песни года» | «Shame on the Moon»                                                       | Победа | [ 8 ]  |
| 1985 | «Самые ротируемые кантри-песни года» | «Long Hard Road (The Sharecropper’s Dream)»                               | Победа | [ 9 ]  |
| 1986 | «Самые ротируемые кантри-песни года» | «I Don’t Know Why You Don’t Want Me»                                      | Победа | [ 10 ] |
| 1988 | «Самые ротируемые кантри-песни года» | «Crazy Over You»                                                          | Победа | [ 11 ] |
| 1988 | «Самые ротируемые кантри-песни года» | «Love Someone Like Me»                                                    | Победа | [ 11 ] |
| 1988 | «Самые ротируемые кантри-песни года» | «Somewhere Tonight»                                                       | Победа | [ 11 ] |
| 1989 | «Самые ротируемые кантри-песни года» | «I Couldn’t Leave You If I Tried»                                         | Победа | [ 12 ] |
| 1989 | «Самые ротируемые кантри-песни года» | «It’s Such a Small World»                                                 | Победа | [ 12 ] |
| 1989 | «Самые ротируемые кантри-песни года» | «She’s Crazy For Leaving» (в соавт. с Гаем Кларком)                       | Победа | [ 12 ] |
| 1990 | «Самые ротируемые кантри-песни года» | «After All This Time»                                                     | Победа | [ 13 ] |
| 1991 | «Самые ротируемые кантри-песни года» | «If Looks Could Kill»                                                     | Победа | [ 14 ] |
| 1991 | «Самые ротируемые кантри-песни года» | «Many a Long and Lonesome Highway»                                        | Победа | [ 14 ] |
| 1993 | «Самые ротируемые кантри-песни года» | «Lovin' All Night»                                                        | Победа | [ 15 ] |
| 1993 | «Самые ротируемые кантри-песни года» | «What Kind of Love»                                                       | Победа | [ 15 ] |

### BMI Country Awards
Награды компании Broadcast Music, Inc. авторам и издателям наиболее ротируемых кантри-песен года. Кроуэлл имеет три награды.
| Год  | Категория                            | Номинант                     | Итог   | Прим.  |
| ---- | ------------------------------------ | ---------------------------- | ------ | ------ |
| 1983 | «Самые ротируемые кантри-песни года» | «'Till I Gain Control Again» | Победа | [ 16 ] |
| 1984 | «Самые ротируемые кантри-песни года» | «'Till I Gain Control Again» | Победа | [ 17 ] |
| 1996 | «Самые ротируемые кантри-песни года» | «Song For the Life»          | Победа | [ 18 ] |

### NSAI Songwriter Achievement Awards
Награды Nashville Songwriter Association International авторам песен. Кроуэлл имеет три победы.
| Год  | Категория                                    | Номинант                                            | Итог   | Прим.  |
| ---- | -------------------------------------------- | --------------------------------------------------- | ------ | ------ |
| 1989 | «Песни, авторами которых они хотели бы быть» | «I Couldn’t Leave You If I Tried»                   | Победа | [ 19 ] |
| 1989 | «Песни, авторами которых они хотели бы быть» | «She’s Crazy For Leaving» (в соавт. с Гаем Кларком) | Победа | [ 19 ] |
| 1990 | «Песни, авторами которых они хотели бы быть» | «After All This Time»                               | Победа | [ 20 ] |

### Music City NewsAwards
Награды журнала Music City News. Кроуэлл номинирован дважды.
| Год  | Категория                | Номинант                    | Итог      | Прим.  |
| ---- | ------------------------ | --------------------------- | --------- | ------ |
| 1989 | «Звезда завтрашнего дня» | Родни Кроуэлл               | Номинация | [ 21 ] |
| 1989 | «Вокальная коллаборация» | Родни Кроуэлл и Розанна Кэш | Номинация | [ 21 ] |

### TNN/MCNAwards
Совместные награды телеканала The Nashville Network и журнала Music City News. Кроуэлл номинирован дважды.
| Год  | Категория                         | Номинант              | Итог      | Прим.  |
| ---- | --------------------------------- | --------------------- | --------- | ------ |
| 1990 | «Артист года» (мужская категория) | Родни Кроуэлл         | Номинация | [ 22 ] |
| 1990 | «Сингл года»                      | «After All This Time» | Номинация | [ 22 ] |

### Cash BoxAwards
Награды журнала Cash Box. Кроуэлл имеет две победы.
| Год  | Категория                                  | Номинант        | Итог   | Прим.  |
| ---- | ------------------------------------------ | --------------- | ------ | ------ |
| 1989 | «Кантри-вокалист года» (мужская категория) | Родни Кроуэлл   | Победа | [ 23 ] |
| 1989 | «Кантри-альбом года»                       | Diamonds & Dirt | Победа | [ 23 ] |

### Nashville Music Awards
Награды некоммерческой организации Leadership Music. Кроуэлл в общей сложности номинирован два раза, из которых один победил.
| Год  | Категория            | Номинант             | Итог      | Прим.  |
| ---- | -------------------- | -------------------- | --------- | ------ |
| 1995 | «Артист/Автор песен» | Родни Кроуэлл        | Победа    | [ 24 ] |
| 1996 | «Видео»              | «Please Remember Me» | Номинация | [ 25 ] |

### Иные награды и почести
Различные премии и почести за достижения в музыкальной индустрии.
| Год  | Награда/почесть и категория                                        | Присуждающая организация                                | Номинант                                             | Итог      | Прим.  |
| ---- | ------------------------------------------------------------------ | ------------------------------------------------------- | ---------------------------------------------------- | --------- | ------ |
| 1989 | TNN Viewers Choice Awards — «Любимый вокалист» (мужская категория) | The Nashville Network                                   | Родни Кроуэлл                                        | Номинация | [ 26 ] |
| 1990 | Music Row Video Awards — «Лучшее видео» (мужская категория)        | Music Row                                               | «If Looks Could Kill»                                | Номинация | [ 27 ] |
| 1990 | SRO Awards — «Новый гастролирующий артист года»                    | Ассоциация музыки кантри                                | Родни Кроуэлл                                        | Номинация | [ 29 ] |
| 1994 | Плита на Grammy StarWalk                                           | Нэшвиллский филиал NARAS                                | Родни Кроуэлл                                        | Победа    | [ 30 ] |
| 2002 | Indie Awards — «Американа»                                         | Association for Independent Music                       | The Houston Kid (Sugar Hill Records)                 | Победа    | [ 31 ] |
| 2003 | Посвящение в Зал славы авторов песен Нэшвилла                      | Nashville Songwriters Foundation                        | Родни Кроуэлл                                        | Победа    | [ 32 ] |
| 2004 | IBMA Awards — «Запись-событие года»                                | International Bluegrass Music Association               | Livin', Lovin', Losin': Songs of the Louvin Brothers | Победа    | [ 33 ] |
| 2007 | Звезда на Music City Walk of Fame                                  | Nashville Convention & Visitors Corp Foundation         | Родни Кроуэлл                                        | Победа    | [ 34 ] |
| 2008 | Посвящение в Зал славы авторов песен Техаса                        | Texas Heritage Songwriters’ Association                 | Родни Кроуэлл                                        | Победа    | [ 35 ] |
| 2017 | ASCAP Founders Award                                               | Американское общество композиторов, авторов и издателей | Родни Кроуэлл                                        | Победа    | [ 36 ] |

## Комментарии
1. ↑  В данной категории чествуются несколько десятков наиболее ротируемых композиций различных авторов. Её не следует путать с номинацией «Кантри-песня года», в которой отмечается только одна работа  — получившая лучшие ротации по сравнению со всеми остальными. Награда присуждается за год, предшествующий году награждения (период с 1 января по 31 декабря).
2. ↑  В данной категории чествуются несколько десятков наиболее ротируемых композиций различных авторов. Её не следует путать с номинацией «Самая ротируемая кантри-песня года» (она же  Robert J. Burton Award), в которой награждается только одно произведение — получившее наибольшие ротации по сравнению со всеми остальными. Награды вручаются за период с 1 апреля года, предшествующего награждению, по 31 марта года, в котором происходит награждение.
3. ↑  В данной категории чествуются 20 песен различных авторов за прошедший год — работы, которые чаще всего назывались членами ассоциации при ответе на вопрос, заложенный в само название номинации. Её не следует путать с категорией «Песня года» — в ней награждается только одна из этих 20 композиций — наиболее упоминаемая членами ассоциации в ходе опроса.
4. ↑  В 2016 году SRO (Standing Room Only) Awards была переименована в CMA Touring Awards[28].
5. ↑  В записи альбома участвовали 30 артистов. Помимо Кроуэлла, это Джо Николс, Ронда Винсент, Эммилу Харрис, Джеймс Тейлор, Элисон Краусс, Винс Гилл, Терри Кларк, Мерл Хаггард, Карл Джексон, Ронни Данн, Ребекка Линн Ховард, Глен Кэмпбелл, Лесли Сэтчир, Кэти Лувин, Памела Браун Хэйс, Линда Ронстадт, Патти Лавлесс, Джон Рэндалл, Харли Аллен, Диркс Бентли, Ларри Кордл, Джерри Сэлли, Долли Партон, Соня Айзекс, Марти Стюарт, Дел Маккури, Пэм Тиллис, Джонни Кэш и The Jordanaires.